# Дороті Вайлд
Дороті Айрін Вайлд (англ. Dorothy Ierne Wilde), або Доллі Вайлд (англ. Dolly Wilde) — англійська світська особа, насамперед відома завдяки родинним зв'язкам з Оскаром Вайлдом (її дядько) та своєю репутацією цікавого співрозмовника. Її шарм і гумор зробив її популярною гостею у паризьких літературних салонах, зокрема у міжвоєнний період.

## Біографія
Народилася 11 липня 1895 року в Лондоні, три місяці після того, як її дядька, Оскара Вайлда, заарештували за «особливо непристойну поведінку». Єдина донька Віллі Вайлда та Софі Ліллі Ліз. Попри те, що вона так ніколи й не зустрілася з Вайлдом, Доторі ідеалізувала його більше ніж власного батька, який страждав на алкоголізм і помер декілька років після її народження. Через фінансові труднощі, мати на деякий час віддала Доллі на виховання тітці, а також згодом у місцевий конвент. 1900 року її матір вийшла заміж за Александра Тейшейра де Моттоса, нідерландсько-англійського перекладача, який став її вітчимом. Дороті мало говорила про своє дитинство, тому збереглася тільки одна історія про цей період її життя. Зі слів парижанки Беттіна Бержері відомо, що «коли Доллі була дуже юною, вона любила брати і їсти грудки цукру, спершу зануривши їх у парфуми своєї чарівної матері Лілі».
1914 року переїхала до Франції, де під час Першої світової війни працювала шоферкою швидкої допомоги. Була лесбійкою та у 1917—1918 роках перебувала у стосунках з Маріон «Джо» Карстейрс, спадкоємицею компанії «Standard Oil», яка на той час жила у Парижі й також працювала у швидкій допомозі. У 1920 роках Маріон брала участь у перегонах на моторних човнах і стала відомою як «найшвидша жінка на воді». Від 1927 року і до самої смерті Дороті перебувала у стосунках з американською письменницею Наталі Барні.
Вайлд мала проблеми з алкоголем і стала залежною від кокаїну. Попри спроби позбутися залежності, їй це не вдалось і в одному з притулків також стала залежною від паральдегіду, який у ті часи вільно продавався без жодного рецепту. 1939 року в неї діагностували рак грудей, але вона відмовилася від операції на користь альтернативних способів лікування. Наступного року, коли німці наступали на Париж, Дороті втекла до Англії. Померла 1941 року на 45 році життя від «невстановлених причин», згідно з висновками коронера, смерть могла наступити від раку, або передозування.